# Angelus
「Angelus」（アンジェラス）は、ジョイ・ウォンの日本1作目ミニアルバム。1998年3月11日にエイベックス・マーケティングから発売された。

## 概要
収録された全5曲に日本語で歌った。映画『北京原人 Who are you?』の挿入歌「Who are you?」も収録。第6曲のエンハンスドを附録。
CDジャケットは、日本で撮影したオリジナルジャケット仕様。 

## 収録曲
1. Just because of the rain [4:10]
作詞：友井久美子 - 作曲：小倉良 - 編曲：石塚知生
2. Only the lonely [3:48]
作詞：友井久美子 - 作曲：小倉良 - 編曲：石塚知生
3. Ennui [3:57]
作詞：友井久美子 - 作曲：小倉良 - 編曲：石塚知生
4. Yin & yang [3:56]
作詞：友井久美子 - 作曲：小倉良 - 編曲：石塚知生
5. Who are you? [4:48]
作詞：友井久美子 - 作曲・編曲：小倉良、石塚知生
6. サインアッププログラム（エンハンスド） [1:37]